# Blase Cupich
Blase Joseph Cupich, né le 19 mars 1949 à Omaha dans le Nebraska aux États-Unis, est un prélat catholique américain. Ayant obtenu un doctorat en théologie, il est successivement nommé évêque de Rapid City puis de Spokane. Il est depuis septembre 2014, archevêque de Chicago par nomination du pape François et cardinal depuis novembre 2016.

## Biographie

### Études
Après ses études primaires et secondaires, il étudie à l'université Saint-Thomas à Saint Paul dans le Minnesota où il obtient une licence en philosophie en 1971. Puis, décidé à suivre sa vocation sacerdotale, il part pour Rome. Il y étudie au collège pontifical nord-américain où il conclut en 1974 son cycle de théologie. Il poursuit en obtenant un master en théologie à l'université pontificale grégorienne en 1975.

### Prêtre
De retour aux États-Unis, il est ordonné prêtre pour le diocèse d'Omaha le 16 août 1975 par Daniel E. Sheehan (en), archevêque d'Omaha. Il occupe alors différentes fonctions, principalement au sein de la curie diocésaine et dans des établissements d'enseignement et de formation du clergé.
Il prépare à l'université catholique d'Amérique et soutient en 1987 une thèse en théologie sacramentelle intitulée « An examination and comparison of the lectionary readings as hermeneutical units in three periods » (Examen et comparaison des lectures du lectionnaire comme éléments d'herméneutique de trois périodes). Parallèlement à la préparation de cette thèse, il est secrétaire de nonciature à la nonciature apostolique à Washington.
De retour dans son diocèse, il est nommé curé de paroisse de 1987 à 1989. Il est ensuite nommé recteur du collège pontifical Josephinum de Colombus dans l'Ohio jusqu'en 1996. Il retrouve alors une responsabilité de curé à Omaha.

### Évêque puis archevêque
Le 7 juillet 1998, il est nommé évêque de Rapid City par Jean-Paul II. Il y succède à Charles Chaput, transféré à Denver. Il reçoit la consécration épiscopale des mains de Harry Joseph Flynn (en), archevêque de Saint-Louis le 21 septembre suivant.
Il est transféré à Spokane dans l'État de Washington par Benoît XVI le 30 juin 2010.
Le 20 septembre 2014, François le nomme archevêque de Chicago en remplacement du cardinal Francis George malade et atteint par la limite d'âge. Cette nomination apparaît au vaticaniste Sandro Magister comme un changement de ligne imposé par le pape à l'épiscopat américain, dans un sens plus pastoral et moins doctrinal.
Le jeudi 7 juillet 2016, il est nommé membre de la congrégation pour les évêques par le pape.

### Cardinal
Il est créé cardinal comme seize autres prélats au consistoire du 19 novembre 2016 par François, qui lui attribue le titre de Saint-Barthélemy-en-l'Île dont il prend possession dès le lendemain.
Sa nomination au cardinalat ainsi que celle des autres américains est vue par le vaticaniste Andrea Tornielli comme une volonté de ne pas pénaliser la part que représentent les États-Unis au sein de l'Église catholique, mais aussi de définir une nouvelle ligne plus pastorale[incompréhensible] au sein de l'épiscopat américain.
François le confirme comme membre de la congrégation pour les évêques le 28 janvier 2017, à la suite de sa création cardinalice.